# روری مک آردل
روری مک آردل (انگلیسی: Rory McArdle؛ زادهٔ ۱ مهٔ ۱۹۸۷) بازیکن فوتبال اهل بریتانیا است.
از باشگاه‌هایی که در آن بازی کرده‌است می‌توان به باشگاه فوتبال برادفورد سیتی، باشگاه فوتبال اسکانتورپ یونایتد، باشگاه فوتبال آبردین، باشگاه فوتبال شفیلد ونزدی، و باشگاه فوتبال روچدیل اشاره کرد.